# Vorabend (Gertrud Leutenegger)
Vorabend ist das 1975 erschienene Erstlingswerk von Gertrud Leutenegger. 2005/2006 wurde das erfolgreiche Buch Leuteneggers in die Buchreihe namens Schweizer Bibliothek von Das Magazin aufgenommen. Für ihre Werke erhielt sie zahlreiche Auszeichnungen, unter anderem den Preis der schweizerischen Schillerstiftung für Vorabend. 

## Handlung
Gertrud Leutenegger schreibt aus der Perspektive einer jungen Frau, welche am Vorabend die Route einer Demonstration durch die Strassen Zürichs entlanggeht. Diese beschreibt nicht nur akribisch ihre Umgebung, sondern lässt sich von Wahrgenommenem auf ihre eigene Vergangenheit ablenken. Freundschaften, die erste Liebesbeziehung, der Tod des Vaters, sowie frühere Bekanntschaften gewähren dem Leser einen Einblick in das noch junge Leben der Protagonistin.
Neben der Erzählerin und ihrem verstorbenen Vater, sind Ce und Te die weiteren beiden Hauptfiguren dieses Buches. Mit dem Namen Ce assoziiert die Erzählerin eine enge Jugendfreundschaft, Te ist eine Art Pseudonym für ihre Liebhaber.
Das Buch spielt sich im Zeitraum eines Tages ab. Es wird aber nicht nur über diese paar Stunden berichtet, sondern der Leser begibt sich mit der Protagonistin immer wieder auf eine Zeitreise in deren Vergangenheit. 

## Die Erzählerin
Das Buch ist aus der Perspektive einer jungen Frau, schätzungsweise gegen 30 Jahre alt, geschrieben, wobei zu berücksichtigen ist, dass es sich dabei nicht um die Schriftstellerin selbst handelt. Auch wenn die Ich-Erzählerin den gleichen Namen wie die Autorin besitzt, berichtet Leutenegger nicht von ihrem eigenen Leben, vielmehr lässt sie teilweise ihre eigenen ganz persönlichen Erlebnisse, Erfahrungen und Überlegungen einfliessen. Die Erzählposition bleibt die ganze Zeit gleich. Alles ist aus der Sicht der jungen Frau geschrieben, hauptsächlich in Form von Beschreibungen und Nacherzählungen persönlicher Erlebnisse. Manchmal werden Ce, Te oder sogar der Leser direkt angesprochen. Jedoch kommt es nie zu Dialogen zwischen ihnen. 

## Struktur des Textes
Das Buch ist in elf Kapitel gegliedert, welche die Bezeichnung „Strassen“ tragen. Die elf Strassen entsprechen vermutlich der Demonstrationsroute, die sie am Vorabend abläuft. Zu Beginn befindet sich der Leser hauptsächlich auf den Strassen Zürichs. Niemals bleibt der Leser mit der Erzählerin „nur“ auf der Ebene des rationalen Beschreibens stehen. Oft wird durch das Gesehene eine Kette von Gedanken und Gefühlen ausgelöst. Manchmal entführt sie den Leser in andere Zeiten (Kindheit und Jugend), an andere Orte (Italien und England) oder gar in ihre Fantasiewelt. Die Grenzen zwischen der Wiedergabe ihrer Beobachtungen, ihren Überlegungen, persönlichen Stellungnahmen, ihren Gefühlen und ihren Erinnerungen lassen sich letztendlich nicht erkennen. Trotzdem kann man verschiedene Erzählebenen feststellen. Die Strasse bilden das Fundament, auf dem der Roman aufbaut. Das rasche Hüpfen zwischen den verschiedenen Ebenen macht das Lesen dieses Buches so anspruchsvoll.
Die Struktur von Vorabend erinnert an ein gewobenes Bild. Der Faden zieht sich von Anfang bis Ende durch das Bild. Er taucht jedoch immer wieder ab und kommt nach einiger Zeit wieder zum Vorschein. Ebenso beim Buch: Die urbane Atmosphäre zieht sich durch das ganze Buch hindurch wie ein roter Faden, wobei er manchmal verschwindet, sich aber zwischendurch immer wieder blicken lässt. 
Die Betitelung der verschiedenen Kapitel bringt eine gewisse Ordnung in die Gedankengänge der Protagonistin. Neigt sich ein Thema dem Ende zu, so wird man wieder zurück auf die ursprüngliche Ebene der Strasse geholt, die einem danach wieder helfen, mit der jungen Frau weiter, an einen anderen Ort, in eine andere Zeit zu reisen. Es könnte jedoch auch sein, dass ein Kapitel dann fertig ist, wenn die junge Frau in eine neue Strasse einbiegt und zum Zeitpunkt beginnt, wenn sie ihren Weg auf einer neuen Strasse einschlägt.

## Form, Inhalt, Sprache und Stil
Die Form dieses Textes macht sicherlich einen Teil des Inhalts aus.
Die gut strukturierte Textform erlaubt der Autorin wild zwischen den verschiedenen Themen hin und her zu hüpfen, ohne  dabei chaotisch zu wirken. Die Sprache wirkt auf den ersten Blick relativ simpel, manchmal sogar unvollständig. Doch auch wenn die Sprache einen eher holprigen Eindruck hinterlässt, schafft die Autorin mit ihren einfachen Sätzen, den daraus entstehenden bildhaften Schilderungen, den teils eigenen Wortkreationen, den vielen Fremdwörtern sowie fremdsprachigen Sätzen und ihrer Fantasie, ein ganz eigenes Kunstwerk. Zahlreiche Metaphern tragen zum „bunten“ Gesamtbild des Textes bei. 
Eigentliche Fragen besitzen kein Fragezeichen. Vielleicht erachtet es Leutenegger als überflüssig, Fragezeichen zu setzen, da es sich um rhetorische Fragen handelt, wo die Antworten nicht im Zentrum stehen. Sie sind normalen Sätzen ähnlicher. Auch sind Sätze am Ende des Abschnittes oft nicht fertig formuliert oder besitzen keinen Punkt. 

## Der Titel
Tatsache ist, dass die Protagonistin am Vorabend einer Demonstration die Strassen in Zürich entlang läuft, durch die am nächsten Tag die Demonstranten ziehen werden. Das Wort Vorabend drückt eigentlich schon genau das aus, was Leutenegger in dieser Lektüre vermitteln will. Sie will auf die Details im Leben aufmerksam machen, welche normalerweise nicht die Hauptrolle spielen. Dinge, welche immer im Schatten von grösseren, spannenderen, wichtigeren Ereignissen stehen. Der Titel Vorabend kann also so verstanden werden, dass die Sachen, welche vor dem eigentlichen Event am Tag selber geschehen, hier in diesem Text, im Mittelpunkt stehen. Es geht um die Faszination der Erwartung und des Nebensächlichen, die Hauptsache wird ausgeblendet.